# Karl Heinrich Welte
Karl Heinrich Welte (* 23. August 1942 in Tettnang) ist ein deutscher Mediziner und Hämatologe. Er war Professor an der Medizinischen Hochschule Hannover und ist Senior-Professor an der Universitätskinderklinik Tübingen. 

## Werdegang
Welte studierte seit 1969 Medizin an der Universität Tübingen und der FU Berlin und wurde 1975 in Tübingen promoviert. Er absolvierte seine Facharztausbildung an der Kinderklinik der FU Berlin und an der Universität Frankfurt und war 1981 bis 1985 wissenschaftlicher Mitarbeiter im Labor für Molekulare Hämatopoese des Memorial Sloan-Kettering Cancer Center in New York City. Von 1985 bis 1987 war er dort Assistant Professor, Oberarzt in der Pädiatrie und Laborleiter für Cytokin-Biologie. 1985 habilitierte er sich an der Medizinischen Hochschule Hannover, an der er 1987 zum Professor für Pädiatrie berufen wurde und als Oberarzt in der Abteilung Pädiatrische Hämatologie und Onkologie arbeitete. 1993 wurde er dort zum Professor für Spezielle Pädiatrische Hämatologie und Onkologie berufen und 1997 Leiter der Abteilung Pädiatrische Hämatologie und Onkologie. Von 2008 bis 2015 war er Direktor der Abteilung Molekulare Hämatopoese mit einer Niedersachsenprofessur für Molekulare Hämatopoese. Aktuell bekleidet Welte eine Senior-Professur für Molekulare Hämatopoese an der Universitätskinderklinik Tübingen, Abteilung I, Hämato-Onkologie. Er lebt in Tübingen.
2003 bis 2007 war er Forschungsdekan der MHH. 2001 bis 2005 war er Mitglied des Senats der MHH und von 2008 bis 2015 Mitglied des Hochschulrats der MHH.
Welte befasst sich mit akuter Leukämie bei Kindern, angeborenen Störungen der Blutbildung und Zytokinen und deren Signalwegen. 2001 bis 2011 war er Sprecher des DFG-Sonderforschungsbereiches 566 (Zytokin-Rezeptoren und Zytokin-abhängige Signalwege) und Koordinator des Forschungsnetzwerks des Bundesministeriums für Bildung und Forschung Angeborene Störungen der Blutbildung.
Er ist für die Entdeckung, Charakterisierung und Reindarstellung von G-CSF bekannt (1985), dem Wachstumsfaktor der Granulozyten. Er wird als Medikament in der Krebstherapie und Stammzellengewinnung benutzt und ermöglichte so den weitgehenden Ersatz der Knochenmarktransplantation (Stammzelltransplantation). Welte zeigte, dass G-CSF geeignet war, die schädlichen Nebenwirkungen von Chemotherapeutika in der Krebsbehandlung zu lindern. Er führte auch die therapeutische Anwendung von G-CSF bei Patienten mit angeborenem Störungen der Blutbildung (Neutropenie) ein.

## Auszeichnungen
- 1986 Kind-Philipp-Preis in der Leukämieforschung
- 1989 Wissenschaftspreis des Johann Georg Zimmermann Vereins (vergeben von der MHH).
- 1992 Prix Galien de la recherche Pharmaceutique, Brussels, Belgien
- 2000 Award for Excellency in recognition of distinguished contribution to the field of Hematopoiesis, New Yor, USA
- 2004 Deutsche Krebshilfe Preis für hervorragende wissenschaftlichen Arbeiten auf dem Gebiet der Klonierung und therapeutischen Anwendung von Wachstumsfaktoren sowie der Erforschung von Blutstammzellen (Laudatio).
- 2015 erhielt er die Henry M. Stratton Medal der American Society of Hematology.
- 2010 wurde er Mitglied der Leopoldina[2] und 2012 Ehrenmitglied der Deutschen Gesellschaft für Hämatologie und Onkologie[3].